# Pamięć haptyczna
Pamięć haptyczna – rodzaj pamięci sensorycznej specyficznej. Przechowuje krótko informacje wytworzone za sprawą bodźców dotykowych.
Haptyczne receptory czuciowe pokrywają nasze ciało i wykrywają rozmaite rodzaje bodźców dotykowych. Informacje z receptorów przekazywane są poprzez rdzeń kręgowy do obszaru somatosensorycznego (który znajduje się w zakręcie zaśrodkowym płata czołowego) w korze mózgowej. Informacje pochodzące z pamięci haptycznej nie tylko chronią nas przed niebezpieczeństwem, ale także pozwalają przewidzieć, jakiej siły należy użyć podczas wykonywania codziennych czynności. Dwudziesty pierwszy wiek zapoczątkował lawinę wynalazków opartych na technologii wykorzystującej zmysł dotyku: wibrujące telefony oraz kontrolery i dżojstiki do gier.